# Okay (Oklahoma)
Okay es un pueblo ubicado en el condado de Wagoner en el estado estadounidense de Oklahoma. En el año 2010 tenía una población de 	620 habitantes y una densidad poblacional de 295,24 personas por km².

## Geografía
Okay se encuentra ubicado en las coordenadas 35°51′10″N 95°18′57″O / 35.85278, -95.31583 (35.852723, -95.315763).

## Demografía
Según la Oficina del Censo en 2000 los ingresos medios por hogar en la localidad eran de $20,385 y los ingresos medios por familia eran $23,472. Los hombres tenían unos ingresos medios de $21,000 frente a los $14,444 para las mujeres. La renta per cápita para la localidad era de $9,758. Alrededor del 27.8% de la población estaban por debajo del umbral de pobreza.